# Adelphi (Londres)

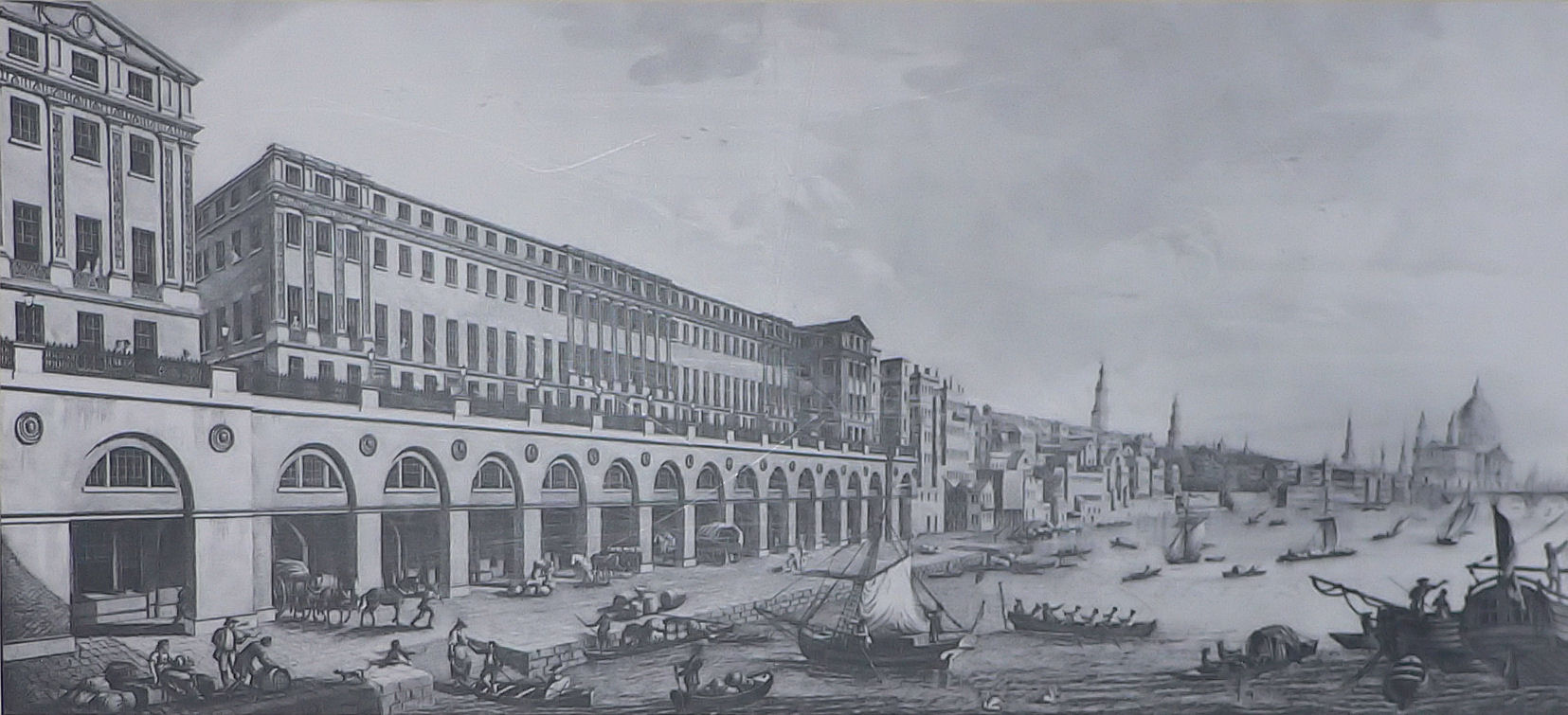
El edificio Adelphi de los hermanos Adam (1768-72) fue el primero de estilo neoclásico en Londres.Once grandes departamentos enfrentan una terraza abovedada con muelles debajo.

Adelphi (Griego: adelphoi, «hermanos») es un barrio de Londres, Inglaterra en la ciudad de Westminster. El pequeño distrito incluye las calles Adelphi Terrace, Robert Street y John Adam Street.

## Edificio Adelphi
El nombre del distrito derva del edificio Adelphi, un conjunto de 24 terraced houses de estilo neoclásico, que ocupan el lote entre el Strand y el río Támesis en el barrio de St Martin in the Fields. La construcción se realizó entre 1768 y 1772 por los hermanos Adam. Las ruinas de Durham House se demolieron para hacer sitio para el complejo. El cercano teatro Adelphi lleva también su nombre por este edificio.

### Residentes notables
- David Garrick vivió sus últimos siete años en la casa principal del edificio, y murió en 1779.[2]
- Thomas Monro, médico de Jorge III poseyó una casa en Adelphi Terrace.
- Richard D'Oyly Carte, empresario victoriano.
- James Matthew Barrie (1860-1937), escritor y novelista, autor de Peter Pan.